# Les Nouvelles de Kaboul
 (mai 2018).
Si vous disposez d'ouvrages ou d'articles de référence ou si vous connaissez des sites web de qualité traitant du thème abordé ici, merci de compléter l'article en donnant les références utiles à sa vérifiabilité et en les liant à la section « Notes et références ».
Les Nouvelles de Kaboul est un mensuel afghan d'information générale créé en 2002 par l'agence de presse afghane Aïna et le philosophe français Bernard-Henri Lévy.
Il est hébergé par le Centre pour les medias et la culture de Kaboul.
Rédigé en pachtou, dari et français (40 % du contenu rédactionnel), Les Nouvelles de Kaboul est réalisé par une rédaction franco-afghane. Le magazine se présente comme « la seule publication d'investigation et d'analyse en Afghanistan ». Avec une diffusion d'environ  deux mille exemplaires, il s'adresse essentiellement à l'élite afghane et aux francophones vivant à Kaboul. Son équipe a d'abord été dirigée par Olivier Puech (créateur du magazine et rédacteur en chef en 2002 et 2003) puis par Eric Delavarene (à partir de début 2004).
En juillet 2006, à la suite de son éviction de Paris Match, l'ancien directeur de la publication de l'hebdomadaire français Alain Genestar a rejoint la rédaction pour apporter son savoir-faire. D'autres personnalités françaises des médias ont également apporté leur soutien au magazine comme le dessinateur Wolinski ou le photographe Alain Mingam. En novembre 2006, faute d'aide internationale, l'équipe du magazine envisageait de suspendre la parution. Le numéro sorti en novembre est rédigé en français et anglais. 